# Râul Stoianița
Râul Stoianița este un curs de apă, afluent al râului Curteasa. 